# Madeirã
Madeirã es una freguesia portuguesa del concelho de Oleiros, con 20,27 km² de superficie y  habitantes (2001). Su densidad de población es de 11,1 hab/km².